# Christine Kröger

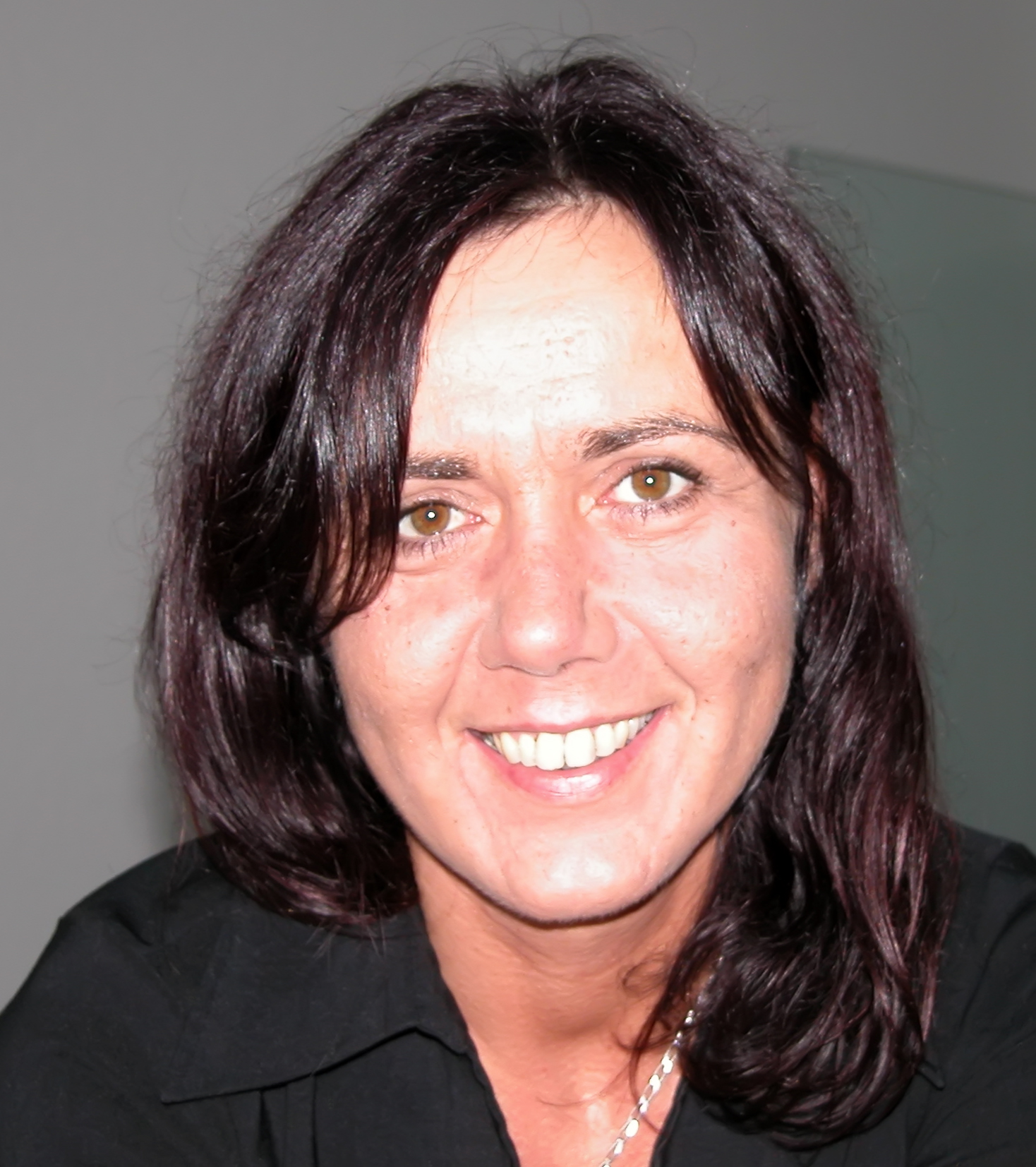
Christine Kröger (2006)

Christine Kröger (* 7. April 1968 in Cloppenburg) ist eine deutsche Journalistin und Redakteurin. Seit Ende der 1990er-Jahre arbeitet sie für verschiedene Zeitungen der Bremer Tageszeitungen AG, seit 2010 als Chefreporterin und Leiterin des Ressorts „Recherche und Ausbildung“ des Bremer Weser-Kuriers. Für ihre investigativen Leistungen sowie für „ihre jahrelange mutige und professionelle Aufklärungsarbeit über die neuen Nazis in Deutschland“ wurde sie mehrmals ausgezeichnet.

## Leben
Christine Kröger wuchs im niedersächsischen Cloppenburg auf und machte an der dortigen Liebfrauenschule ihr Abitur. Danach studierte sie von 1987 bis 1988 Rechtswissenschaften an der Universität Osnabrück und wechselte dann an die Westfälische Wilhelms-Universität in Münster, wo sie bis 1995 Publizistik, Politik, Wirtschaftspolitik und Romanistik studierte.
Von 1995 bis 1997 absolvierte Kröger ein Volontariat bei der Nordwest-Zeitung in Oldenburg. Von 1998 bis 1999 war sie Pressesprecherin bei der Handwerkskammer für Ostfriesland in Aurich. Seit 1999 arbeitet sie bei den Bremer Tageszeitungen AG; bis 2010 war sie bei den dort erscheinenden Tageszeitungen Weser-Kurier, den Bremer Nachrichten und den Verdener Nachrichten als Redakteurin beschäftigt. Kröger war vor allem für die Ressorts „Niedersachsen (Land und Leute)“, „Politik“ und „Reportage“ tätig, ihre Arbeitsschwerpunkte lagen bei den Themen Rechtsextremismus und NS-Vergangenheit, Landwirtschafts- und Verbraucherpolitik sowie Maritimes. Von 2006 bis 2010 leitete sie die Niedersachsen-Redaktion des Weser-Kuriers.
Seit 1. Mai 2010 ist sie Chefreporterin beim Weser-Kurier und übernahm gleichzeitig die Leitung des Ressorts „Recherche und Ausbildung“. Ihre Arbeitsschwerpunkte liegen seitdem insbesondere bei den Themen Rechtsextremismus, Rocker-Kriminalität und Organisierte Kriminalität.

## Besondere journalistische Themen

### Recherchen über Rechtsextremismus
Kröger recherchiert und berichtet seit Anfang der 2000er-Jahre insbesondere über Rechtsextremismus und die Rocker-Szene in Norddeutschland. So schreibt sie unter anderem über Neonazis, Hooligans und die Hells Angels. Ausgelöst wurden ihre Recherchen im Jahr 2003, als die in London ansässige Wilhelm-Tietjen-Stiftung für Fertilisation Ltd. den Heisenhof in Dörverden nahe Bremen erwarb und öffentlich bekannt wurde, dass hinter dieser „Stiftung für Fruchtbarkeitsforschung“ der Rechtsextremist Jürgen Rieger stand. Der Kauf des ehemaligen Bundeswehrgeländes durch den inzwischen verstorbenen rechtsextremen Rechtsanwalt Rieger aus Hamburg machte bundesweit Schlagzeilen, und „mit ihm rückte das Thema Rechtsextremismus mitten in das Verbreitungsgebiet des ‚Weser-Kurier‘“. Kröger befasste sich daraufhin mit weiteren „rechtsextremen Umtrieben“ in der Region.

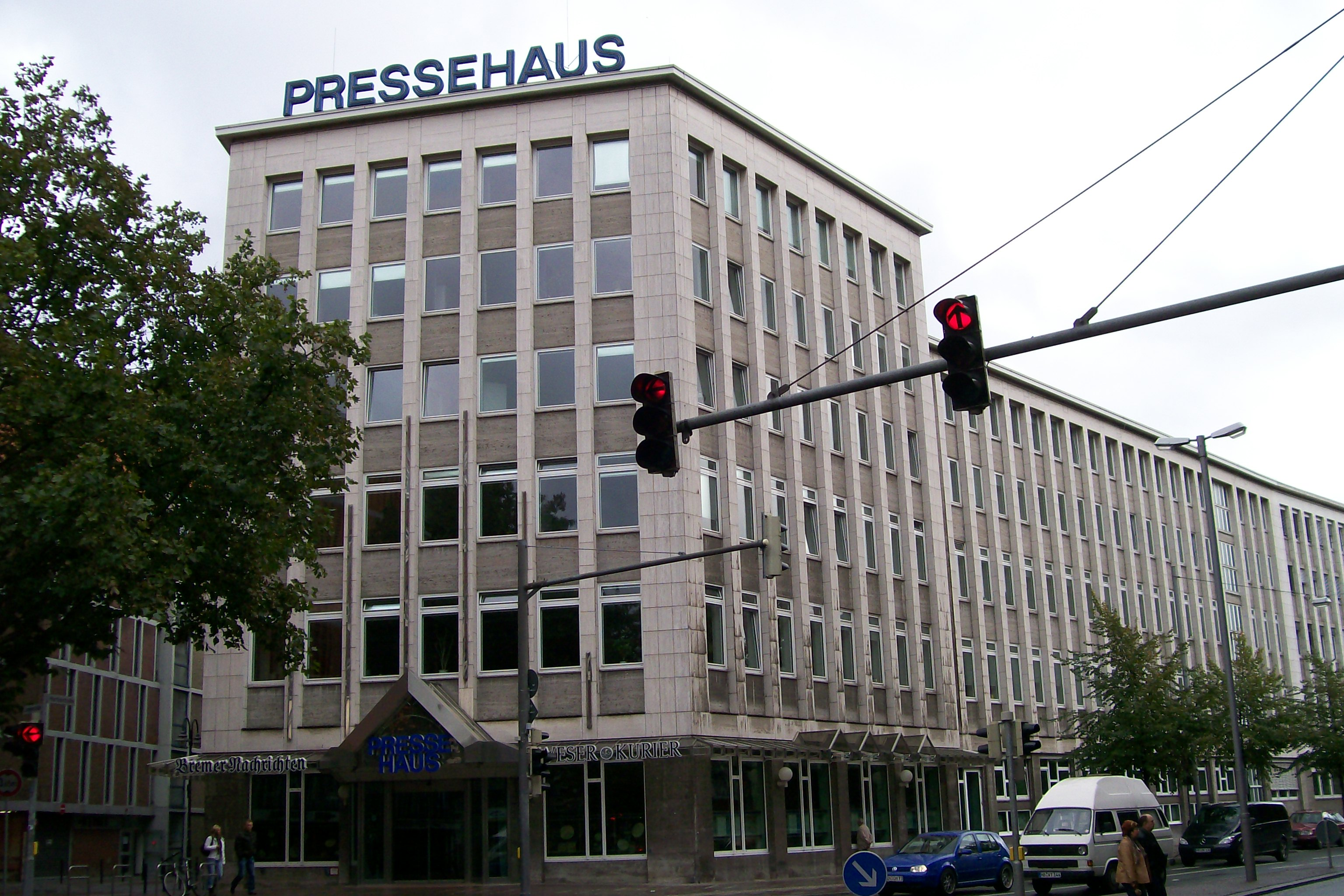
Das Pressehaus der Bremer Tageszeitungen AG (u. a. Weser-Kurier, Bremer Nachrichten)

Sie fand Unterstützung bei dem damaligen stellvertretenden Chefredakteur und
Politik-Ressortleiter des Weser-Kuriers, Hans-Günther Thiele (seit 2005 im
Ruhestand), sowie beim Verleger Ulrich Hackmack, Vorstand der Bremer
Tageszeitungen AG. Da von staatlichen Stellen wie dem Verfassungs- und Staatsschutz nur wenige Auskünfte zu erhalten waren, unternahm Kröger ihre Recherchen vor allem bei den Menschen am Ort des Geschehens und erhielt so Informationen von engagierten Bürgern, antifaschistischen Initiativen, Jugend- und Sozialarbeitern, Eltern, Lehrern und Schülern.
Im Weser-Kurier veröffentlichte Kröger seitdem zahlreiche Reportagen und Hintergrundberichte über die rechtsextreme und Rocker-Szene in der Region. Ihre Artikel werden inzwischen bundesweit wahrgenommen; so wurde sie für eine Reportage über die Hooligan-Szene in Bremen mit dem Theodor-Wolff-Preis 2006, dem renommierten Journalistenpreis der deutschen Zeitungen, ausgezeichnet.
Über Recherchen zu personellen Überschneidungen zwischen Neonazi-, Hooligan- und Rocker-Szene stieß sie auch auf die Hells Angels. Der Motorrad- und Rockerclub wird der organisierten Kriminalität zugerechnet, ist „mancherorts aber bereits mitten in der Gesellschaft angekommen“. Das verdeutlichte Kröger unter anderem 2008 mit ihren Reportagen über Frank Hanebuth, den Präsidenten des Hells Angels-Charters von Hannover und „Paten“ des dortigen Rotlichtviertels. Kröger übte als eine der Ersten öffentlich Kritik an Hanebuths Verbindungen zu einflussreichen Kreisen der Stadt sowie zu lokalen Behörden und Parteien; erst danach fand ein Umdenken bei Bürgern und Lokalpresse statt und kam es zu Reaktionen seitens der Innenministerien mehrerer norddeutscher Bundesländer.
Krögers Arbeiten wurden in mehreren Publikationen veröffentlicht; unter anderem war sie als verantwortliche Redakteurin und Mitautorin beteiligt an einer Broschüre zu neonazistischen Umtrieben in Bremen und Niedersachsen, zur rechtsextremen Szene bundesweit und zur NS-Vergangenheit in der Region (Sie marschieren wieder …, 2005) sowie an einer Broschüre zu aktuellen rechtsextremen Tendenzen in der Gesellschaft in Niedersachsen (Rechtsabbieger, 2008). Im Jahr 2005 erschien ihr Handlungsleitfaden Rechtzeitig gegen rechts, in dem sie darstellt, „warum Jugendliche den Neonazis ins Netz gehen“ und „was Eltern, Lehrer, Medien und Politiker dagegen tun können“.
Für ihr Engagement gegen Rechtsextremismus wurde sie im März 2010 mit dem 28. Kultur- und Friedenspreis der Villa Ichon in Bremen ausgezeichnet. Kröger sei eine „unbestechliche Chronistin der dunklen Seite unserer Gesellschaft“, sagte der Journalist und frühere Stern-Reporter Gerhard Kromschröder in seiner Laudatio anlässlich des Festaktes zur Preisübergabe. Kromschröder, der als investigativer Journalist mit seinen verdeckten Recherchen – unter anderem unter Neonazis und Skinheads – bekannt wurde, würdigte Krögers „schnörkellose und grundsolide Recherchearbeit“, für die sie stets mutig mit dem eigenen Namen einstehe. Ebenfalls im März 2010 wurde Kröger mit dem Wächterpreis der deutschen Tagespresse ausgezeichnet, einem der renommiertesten Journalistenpreise Deutschlands. Für ihre „hartnäckigen Recherchen im Rockermilieu“ wurde ihr von der Jury der zweite Preis verliehen.

### Weser-Kurier-Dossiers vom Mai 2010

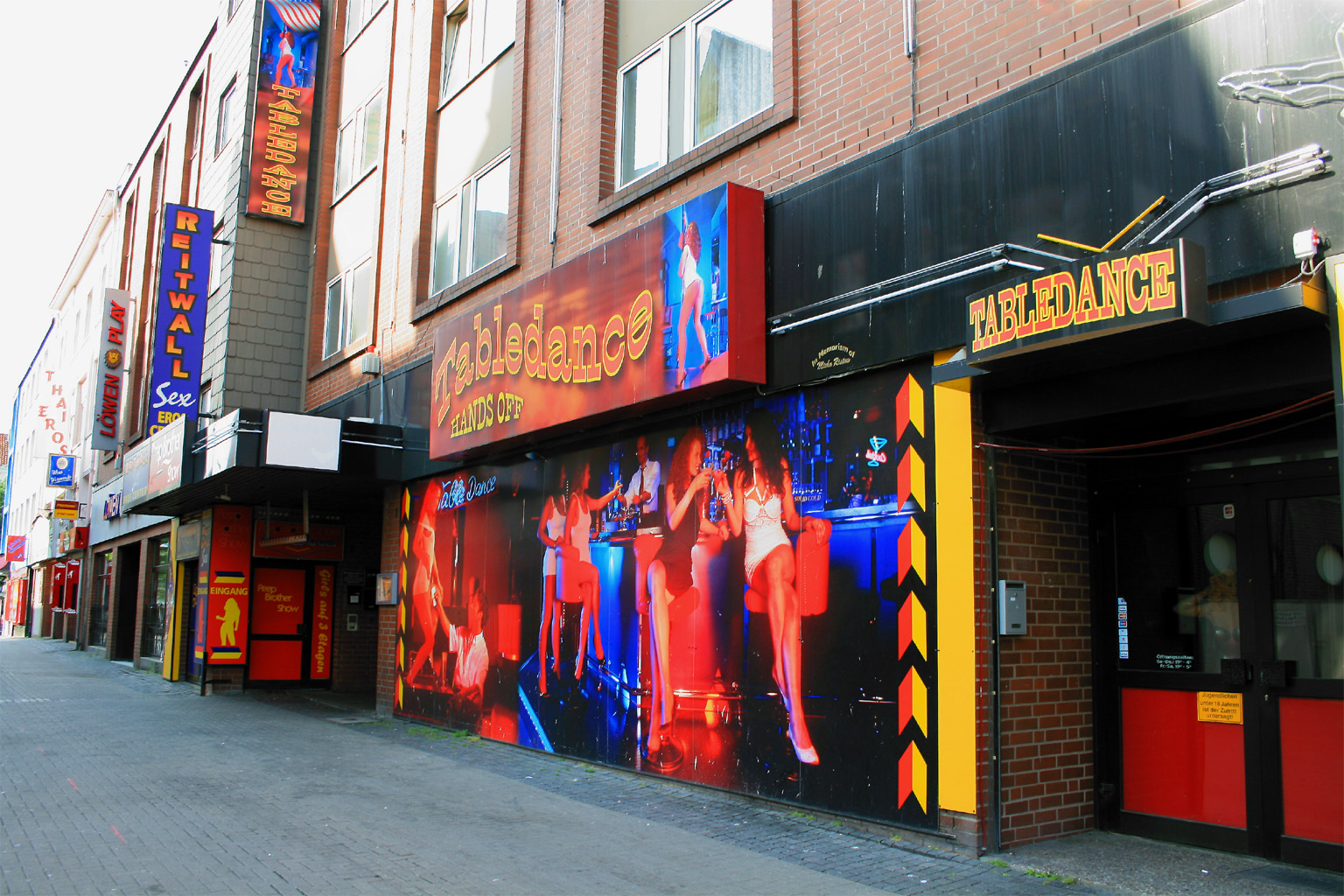
Das Rotlichtviertel am Steintor in Hannover

Im Mai 2010 berichtete Kröger im Weser-Kurier über „Affären in Justiz und Polizei“ in Niedersachsen und über „Verbindungen von ‚Hell’s Angels‘ in Hannovers ‚bessere Kreise‘“. In drei jeweils zweiseitigen Dossiers sowie einem Titelseitenbericht und weiteren Begleitartikeln befasste sie sich nach eigenen Angaben mit den „schweren Verfehlungen eines Staatsanwalts“, der sich in das Hannoveraner Rotlichtmilieu verstrickte, den „brisanten Informationen eines Ex-Polizeispitzels“ und den „dubiosen Machenschaften“ des „Rockerchefs“ und „Rotlichtviertel-Patens“ von Hannover, Frank Hanebuth.
Die Veröffentlichungen lösten „ein reges Echo aus“; so wurden die Dossiers von Zeit Online übernommen und mehrere Tageszeitungen, Radiosender, Nachrichtenagenturen und Onlineportale griffen die Themen auf und berichteten darüber unter Berufung auf die Weser-Kurier-Artikel.
Die „in die Affäre involvierten Staatsanwaltschaften Hannover, Verden und Oldenburg hüllen sich in Schweigen“, so der Weser-Kurier, und verwiesen bei Nachfragen „nach Konsequenzen aus den aufgedeckten Missständen“ auf ihre vorgesetzte Dienststelle, die Generalstaatsanwaltschaft in Celle. Der Leiter der Celler Generalstaatsanwaltschaft, Generalstaatsanwalt Harald Range, zeigte sich „empört“ und warf dem Weser-Kurier „‚einseitige Berichterstattung‘ vor, die Zeitung sei einem ‚zwielichtigen Informanten‘ aufgesessen“. Bezogen auf die Verfasserin der Dossiers, Christine Kröger, zeigte Range sich verwundert, dass „eine […] preisgekrönte Journalistin den längst widerlegten alten Geschichten eine solch hohe Bedeutung beimisst und […] auf Basis überaus zweifelhafter Angaben einen vermeintlich aktuellen Justizskandal konstruiert“.
Kröger entgegnete indes im Weser-Kurier: „Dass die Dossiers weitgehend auf Aktenvermerken beruhen und damit vor allem Staatsanwälte und Polizisten zitieren, das ignoriert Range schlicht.“ „Diese Beamten wolle Range doch wohl kaum als ‚zwielichtige Informanten‘ abtun“, meinte Kröger dazu weiter. Dass die Verdachtsmomente lange zurücklägen, darauf werde in den Dossiers ausdrücklich hingewiesen. Allerdings auch darauf, dass sich die verdächtigen Staatsanwälte nach wie vor unbehelligt in Amt und Würden befänden – und inzwischen sogar in leitende Positionen befördert seien.
Im Mai 2011 wurde Kröger für ihre Recherchen im Hannoveraner Rotlichtmilieu und ihr im Weser-Kurier veröffentlichtes Dossier Im Zweifel für den Staatsanwalt mit dem Henri Nannen Preis 2011 ausgezeichnet. Die Auszeichnung, die als einer der bedeutendsten Journalistenpreise im deutschsprachigen Raum gilt, wurde Kröger in der Kategorie „Investigation“ verliehen.

## Zitat
„Der Kampf gegen rechts ist nicht nur Sache der ‚großen Politik‘. Wir alle müssen dagegen arbeiten.“

## Journalistische und sonstige Auszeichnungen
- 2011: Journalist des Jahres in der Kategorie „Regional/Lokal“
- 2011: Henri Nannen Preis in der Kategorie „Investigation“[14][15]
- 2010: Wächterpreis der deutschen Tagespresse
- 2010: Kultur- und Friedenspreis der Villa Ichon
- 2006: Theodor-Wolff-Preis in der Kategorie Lokales für den Beitrag Auch die Gewalt hat eine Dauerkarte,[6] erschienen im Bremer Weser-Kurier am 22. November 2005
- 2003: Journalistenpreis des Presseklubs Bremerhaven-Unterweser

## Publikationen (Auswahl)
Broschüren
- Rechtsabbieger. Die unterschätzte Gefahr: Neonazis in Niedersachsen. Herausgeber/Verlag: Bremer Tageszeitungen AG, Bremen 2008, ISBN 978-3-938795-05-7 (Redaktion: Christine Kröger, Stefan Schölermann; Texte: Christine Kröger, André Aden u. a.; Online als Digitalisat in Form einer PDF-Datei frei verfügbar).
- Sie marschieren wieder … Herausgeber/Verlag: Bremer Tageszeitungen AG, Bremen 2005, ISBN 3-938795-00-X (Redaktion: Christine Kröger; Texte: Christine Kröger, Anke Landwehr, Hans-Günther Thiele u. a.).
- Rechtzeitig gegen rechts. Warum Jugendliche den Neonazis ins Netz gehen – und was Eltern, Lehrer, Medien und Politiker dagegen tun können. BerlinDruck, Achim 2005, ohne ISBN (Redaktion und Texte: Christine Kröger; Online als Digitalisat in Form einer PDF-Datei frei verfügbar).
- Typisch Insel. Die sieben Ostfriesischen Inseln und ihre Menschen. Herausgeber/Verlag: Bremer Tageszeitungen AG, Bremen 2004, ISBN 3-938795-01-8 (Texte und Fotos: Christine Kröger).

Zeitungs- und Online-Artikel
- Kindheit in Braun. Netz gegen Nazis, 27. März 2009.[16]
- Rocker rücken sich ins rechte Licht. Bei Frank Hanebuths „Hell’s Angels“ in Hannover sind auch Rechtsextremisten willkommen. Weser-Kurier, 29. November 2008, S. 16.[17]
- Der lange Schatten des Frank H. Die „Hell’s Angels“ richten sich in Hannover ein – und Hannover sich mit ihnen. Weser-Kurier, 28. November 2008, S. 15.[18]
- „Engel“ ohne Ehre. Kripoexperte räumt mit Rockermythen auf. In: Weser-Kurier, 1. Juli 2008, S. 12.[19]
- Mit Gewalt ins Geschäft. „Hell’s Angels“ vermarkten sich als kernige Motorradrebellen – bei der Polizei gelten sie als organisierte Kriminelle. Weser-Kurier, 1. Juli 2008, S. 12.[20]
- Von der Party in den Knast. Großeinsatz der Polizei gegen „Hell’s Angels“ / Rocker gelten als schwer bewaffnet. Weser-Kurier, 9. Juni 2008, S. 14. (Mit: Rose Gerdts-Schiffler)[21]
- Die über Leichen fahren. Rockerkrieg im Norden: War Mord an „Hell’s Angel“ Rache für Überfall in Stuhr? Weser-Kurier, 8. Juni 2008, S. 16.[22]
- Auch die Gewalt hat eine Dauerkarte. Weser-Kurier, 22. November 2005.[23]
- Wie weiß sind die Westen der Türsteher? Behörden und Diskobetreiber im Clinch. Weser-Kurier, 13. Mai 2005.

Dossiers
- Im Zweifel für den Staatsanwalt. Anklagevertreter verstrickt sich ins Rotlichtmilieu. Weser-Kurier, 14. Mai 2010, Titelseite. (Aufmacher-Artikel zum 1. Dossier)[8]
- Sex, Lügen und Video: Wie sich ein Staatsanwalt in Hannovers Rotlichtmilieu verstrickt – und viele Staatsanwälte den Skandal deckeln (1. Dossier).  Weser-Kurier, 14. Mai 2010, S. 10–11.[9]
- Der Spitzel, der zu viel wusste: Was Bernd Kirchner alias G06 im Hannoveraner Rotlichtmilieu erfuhr, brachte Kriminelle in Bedrängnis – aber auch Polizisten und Staatsanwälte (2. Dossier). Weser-Kurier, 15. Mai 2010, S. 12–14.[10]
- Der lange Arm der „Hell’s Angels“. Kurier am Sonntag (Weser-Kurier), 16. Mai 2010. (Begleitartikel zum 3. Dossier)
- Nicht zu fassen: „Hell’s Angels Hannover“ geben sich auffallend artig – Experten für organisierte Kriminalität erinnert das an Italien (3. Dossier). Kurier am Sonntag (Weser-Kurier), 16. Mai 2010, S. 12–13.[11]